# Valentino Minoyetti
Valentino Minoyetti (Argentina, 24 de noviembre de 2003) es un jugador profesional argentino de rugby que se desempeña en la posición de hooker en Pampas, equipo perteneciente a la liga Super Rugby Américas.

## Carrera
En 2022 comenzó su carrera deportiva con el equipo Buenos Aires Cricket & Rugby Club, en 2023 pasó a Pampas, donde lleva jugando dos temporadas. También fue parte de la Selección juvenil de rugby de Argentina.